# پورشه ۹۱۱ کلاسیک
پورشه ۹۱۱ کلاسیک (Porsche 911 Classic) خودرویی است که در سال‌های ۱۹۶۴ تا ۱۹۸۹ در اشتوتگارت و آلمان تولید شده‌است.
این خودرو در کلاس خودرو اسپورت قرار گرفته، طراحی آن موتور عقب و توزیع نیروی پیشران بوده‌است. سیستم جعبه‌دندهٔ آن ۴ دنده به دو صورت خودکار و دستی است.